# スファノモエーへの旅
『スファノモエーへの旅』（スファノモエーへのたび、原題：英: A Voyage to Sfanomoë）は、アメリカ合衆国のホラー小説家クラーク・アシュトン・スミスによる短編SF小説。『ウィアード・テイルズ』1931年8月号に掲載された。スミスのアトランティス（ポセイドニス）5作品の1つであり、5作品で唯一科学を題材としている。かつて威容を誇ったアトランティス大陸は沈み、最後の島ポセイドニスになっているという情報は、本作で出てくる。アトランティスの技術力は、飛行する乗り物が幾つも実用化されるレベルだった。
スミス太陽系の木星（サイクラノーシュ）、火星（アイハイ）に並ぶ、金星編。金星の気候が生命を育むことができると考えられたり、宇宙空間がエーテルで満たされているという理論が基盤となっている。実際には1960年代以降の惑星探査で金星人の実在は否定され、エーテル物質も否定されている。植物の描写に定評あるスミスは、スファノモエー＝金星を花の惑星として描写した。アトランティスとサイクラノーシュとアイハイはクトゥルフ神話に組み込まれているが、スファノモエーの度合は落ちる。

## あらすじ
アトランティス大陸は沈み、最後の島ポセイドニスが沈み切るのも時間の問題であった。学者たちはあらゆる手段を講じるが効果はなく、人々は予告された破滅のことを忘れるように浮かれ騒ぎに興じるようになる。
学者の家系に生まれたホタルとエウィドンの兄弟は、天文学に通じていた。民衆は彼らを救い主と見ていたが、彼らはどうあっても沈没は避けられず無駄と悟り、惑星スファノモエーに旅をする乗物を発明するために隠遁する。完成した宇宙船は、特製合金で造った球体であり、食料や書物がたっぷりと積み込まれる。球体は浮上し、ポセイドニスを眼下に、宇宙空間に出る。そしてスファノモエーに向けて、何十年もかけて旅をする。
スファノモエーを上空から見下ろすと、文明はなく、自然のままの森や大地が広がっていた。2人は星に降り立つ決意を固め、宇宙船を降下させる。扉を開けると、むせ返るような匂いが広がり、植物と花が至る所にあった。2人は子供のように無邪気に驚き戸惑う。やがて、2人の老人の体に、種子や胞子が付着し、芽吹いて成長する。苗床と化したホタルとエウィドンは、苦痛を感じることもなく、花に覆われて死ぬ。2人を載せてきた宇宙船も植物に覆われる。
惑星スファノモエーを訪れた最初の地球人の運命を、わたしが夢で幻視して、物語に記録する。

## 主な登場人物
- ホタル - 兄。物語開始時点では中年で、年をとる。
- エウィドン - 弟。同上。
- 語り手 - 詳細不明。夢の中で見た真実を、目覚めてからこの物語として書き留めた。

## 収録
- 『ヒュペルボレオス極北神怪譚』創元推理文庫、大瀧啓裕訳